# Piacenzai csata
A piacenzai csatát 1746. június 16-án vívta a francia-spanyol hadsereg az osztrákok ellen Piacenza közelében az osztrák örökösödési háború során. A csatát a József Vencel herceg vezette osztrák hadak nyerték.
A csata ismert résztvevői voltak I. Ferenc József liechtensteini herceg és Louis-Joseph de Montcalm.

## Előzmények

### A francia-spanyol haderő helyzete
A bassignanai csata után és az osztrák és piemonti haderő megosztása után a francia és a spanyol erők egyeztették támadási terveiket. A spanyolok Torinó és Milánó bevételét szorgalmazták. Mivel azonban a franciák tárgyalni kívántak III. Károly Emánuel királlyal, ezért csak Milánót támadhatták. De Gages gróf 1745. november 28-án megkezdte Lombardia invázióját. Erre nem sokkal az előtt került sor, hogy József Vencel az osztrák csapataival visszavonult volna a spanyol támadás elől Milánóba attól való félelmében, hogy a kis létszámú seregét megsemmisítik. Milánó harc nélkül megadta magát és az év végére Lombardia nagy része a spanyolok kezére került.

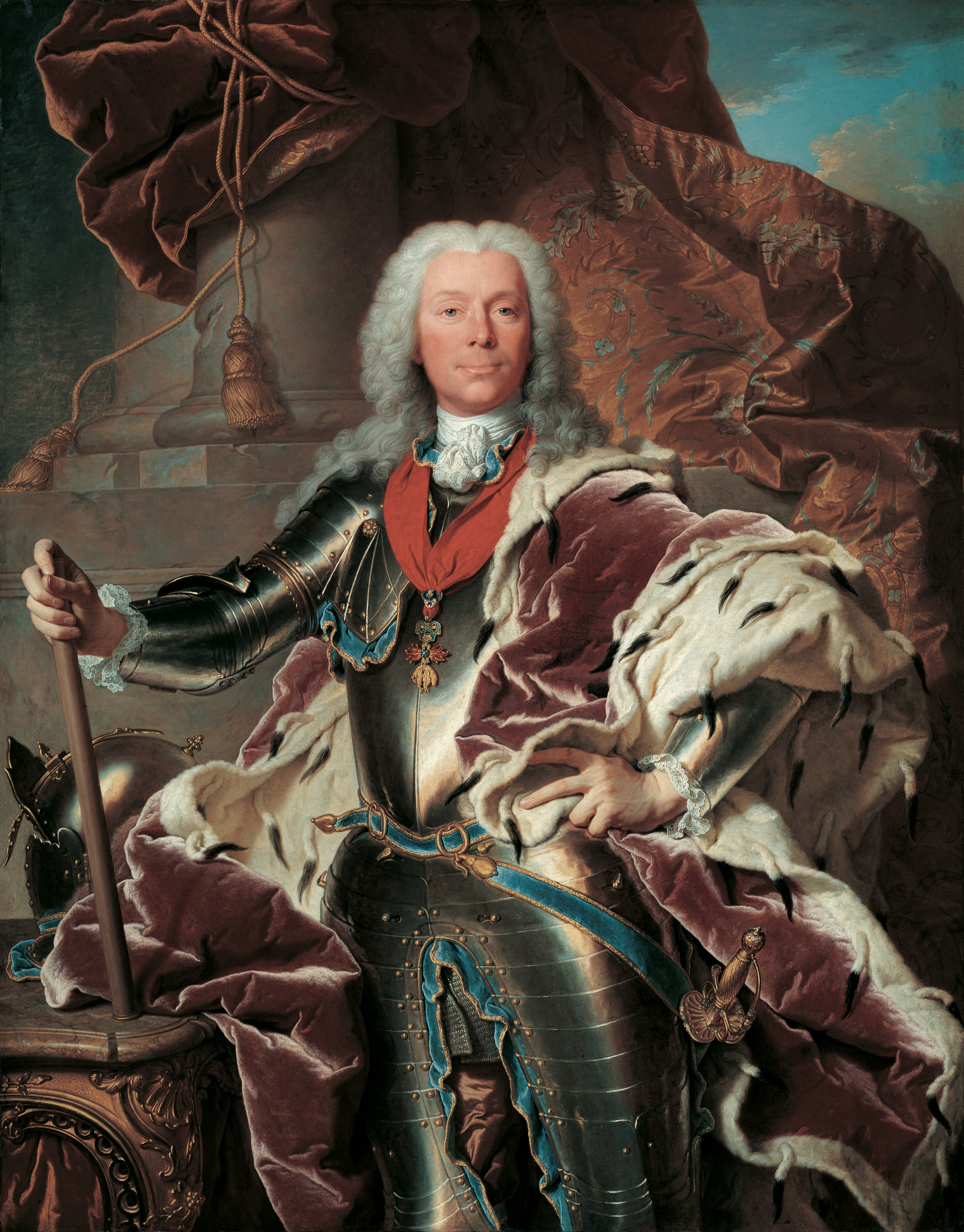
Joseph Wenzel von Liechtenstein

1746 elején Mantova kivételével Lombardia teljes területét és a Szárd-Piemonti Királyság ötödét megszállva tartották a francia–spanyol erők. A francia udvar ekkor tárgyalásokat kezdeményezett Károly Emánuellel abban a reményben, hogy kivonhatják országát az osztrákok szövetségéből. Ezzel egyidőben Maillebois marsall ostrom alá vette Alessandriát. Ekkorra már Fülöp herceg minden tekintetben uralta új területeit.

### Károly Emánuel felújítja az Itáliáért folyó harcot
Az 1745. december 25-én a poroszok és az osztrákok között létrejött drezdai béke hatása épp olyan jelentős volt Itáliában, mint Közép-Európában. Károly Emánuel és a tanácsosai ezt tisztán látták. Ennek eredményeképpen a Habsburgok átcsoportosíthatták felszabadult fő erőiket Itáliába. Franciaország és Spanyolország helyzete ugyanakkor nem változott és a király úgy számította, hogy nem lesznek képesek ellenállni a Bécs által a félszigetre küldött hadseregeknek.
Bár még folytak a tárgyalások Franciaországgal, a király a Béccsel való szövetséget jóval hasznosabbnak látta. Károly Emánuel igyekezett időt nyerni a tárgyalásokkal addig, míg a Habsburg haderő teljesen fel nem vonul Itáliában. Ezt a legkönnyebben a franciákkal való tárgyalások minél tovább való elhúzásával érhette el. Következésképpen február végéig adott haladékot a francia udvarnak a megállapodásra, ellenkező esetben a harcok kiújulását helyezte kilátásba. Követelte továbbá Alessandria ostromának feladását is, melynek a franciák 1746. február 17-én jóhiszeműen eleget is tettek.
Március 1-re, a határidő lejártára az osztrák csapatösszevonások már befejeződtek és Károly Emánuel a háború folytatása mellett döntött. A piemonti hadsereg lassan megindult a franciák által megszállva tartott Asti illetve Alessandria irányába. A szándékait sikeresen leplező Károly Emánuel 1746. március 5-én az Asti ellen intézett támadással felújította a harcokat. Három nappal később az 5.000 fős helyőrség megadta magát.

### A Bourbon csapatok visszavonulása Piacenzába
Asti elvesztése súlyos problémák elé állította a francia hadsereget. A katonák morálja csökkent és Maillebois marsall hadseregéből március végéig 15 000 főt veszített dezertálás, betegség vagy fogságba esés következtében. De Gages spanyol haderejével még mindig Piacenzánál állt és nem tudta, hogyan reagáljon az osztrák csapatösszevonások jelentette fenyegetésre. Sem ő, sem Fülöp herceg nem kívánt visszavonulni Lombardiából, mivel attól tartottak ez haragot váltana ki Madridban. Szerencsétlenségükre erről az osztrák parancsnokság döntött: ügyes manőverezéssel Milánóból Paviáig szorították vissza Fülöpöt. Áprilisra Parma, Reggio és Guastalla a Habsburg haderő kezére került. A szétszórt csapataik összevonásának érdekében a spanyolok kérték Maillebois márkit, hogy a csapataival vonuljon nyugati irányba és Piacenzánál egyesüljenek a többi visszavonuló csapattal.
Maillebois márki azonban vonakodott feladni a Genován átvezető kommunikációs vonalait és csak 10 zászlóaljat küldött előre Piacenzához. V. Fülöp spanyol király és felesége, Farnese Erzsébet utasította de Gagest, hogy maradjon Piacenzánál. XV. Lajos Maillebois márki csapatait spanyol parancsnokság alá rendelte. A márki vonakodva ugyan, de csapataival Piacenzához vonult és június 15-én a francia-spanyol hadsereg egyesült.

## A francia-spanyol tervek
Mivel a Habsburg haderő de Gagesénál 15 000 fővel nagyobb volt, a gróf kidolgozott egy tervet, mely az ellenség támadása esetén annak súlyos veszteségeket okozhatott és lehetővé tehetett egy spanyol ellentámadást. Úgy remélte, ez a terv az ő győzelmét hozza a csatában. De Gages nem a városban állította fel a csapatait, hanem árkokat ásatott és tüzérségi állásokat alakított ki, melyek erős védelmét az ellenségnek meg kellett támadnia. De Gages elrendelte a csapatainak, hogy Piacenzától északra derítsék fel a terepet. Maillebois érkeztével a de Gages rendelkezésére álló haderő mérete elérte a 40 000 főt, amely koncentráció súlyosan leterhelte a környék élelmiszerellátását. Nyugati irányból ugyanakkor egy 10 000 fős piemonti sereg közeledett, amellyel együtt az osztrákok már jókora számbeli fölénybe kerülhettek.
Mikor a piemontiak már csak egy napi járóföldre voltak, a francia márki azonnali támadás indítását követelte az osztrákok ellen. Az eredeti tervekkel ellentétben a spanyol parancsnok a centrumában kisebb erőket állított fel és a szárnyakon vonta össze a nagyobb erőket. Az osztrák balszárny ellen intézett támadással azt a centrum irányába terveztek visszavetni. De Gages kérte Maillebois-t, hogy a csapataival vonuljon a jobbszárnyon túlra és innen megindulva karolja át az ellenséget és intézzen ellene támadást hátulról. A csatát június 16-án napfelkeltekor tervezték megnyitni.

## A Habsburg haditerv
Az osztrákok az utóbbi hónapokat a francia-spanyol előretolt állások felszámolásával és az élelmiszerkészletek feltöltésével töltötték. Táborukban a hangulatot a győzelemben való bizakodás jellemezte. A tervük sokkalta egyszerűbb volt, mint de Gagesé. Úgy tervezték, hagyják az ellenséget az állásaik ellen támadni és mikor a rohamuk már kifulladt, akkor indítanak ellentámadást. Június 15-én reggel megkezdték csapataik felállítását Piacenzától északra. A franciák szerencsétlenségére Browne felismerte Maillebois szándékait és egységeivel a feltartóztatására indult. Botta d’Adorno márki vezényelte az osztrák jobb szárnyat és riadót rendelt el aznap estére. Az osztrákok már csak a spanyol-francia támadásra vártak.

## A csata
Június 16. reggelén az osztrák tüzérség tüzet nyitott az előtte lévő francia táborra. Ezzel egy időben a francia-spanyol hadsereg megindította a támadását az osztrák vonalak ellen. Maillebois márki terve a támadás megindítása után pár perccel már meg is hiúsult, mert ahelyett, hogy akadálytalanul az ellenség hátába kerülhetett volna, megdöbbenve tapasztalta, hogy Browne csapatai egy útját keresztező csatorna mögött már állást foglaltak. Ezen kívül a francia csoportosulás rossz helyen bukkant fel, mert egy egyre szűkülő völgyben haladtak előre és amint kijutottak belőle az osztrákok támadást intéztek ellenük. A márki újabb egységeket küldött harcba, de azok nem tudtak az ellenség közelébe jutni az erős ellenséges tűzben. Végül Browne a csapataival átlépett a csatornán és a szűk vízmosásban kialakult közelharcban sok franciát levágtak. Az itteni francia támadás ezzel összeomlott.
A másik szárnyon de Gages emberei a támadás során elérték az osztrák vonalakat. lassan visszaszorítva az ellenséget. Az itteni harc már jóval kiegyenlítettebb volt, míg Bärenklau gróf az osztrák lovassággal intézett támadása meg nem törte a spanyol vonalakat. A Piacenzába visszavonuló spanyolokat az osztrákok üldözőbe vették. Délután kettőre a csata véget ért és ezzel együtt a Bourbonok itáliai reményei is szerteoszlottak.

## A csata következményei
A Habsburg erők vesztesége 3.400 fő volt, 700-an életüket veszítették. A másik oldalon a spanyol haderő 9.000, a francia 4.000 főt veszített, ezek között 4.500 volt a halottak száma és 4.800-an fogságba estek. Utóbbiak között volt Louis-Joseph de Montcalm is. A csatát követően június 27-én evakuálták Piacenzát és az osztrák-piemonti seregekkel a nyomukban keletre, Genova irányába vonultak vissza.
A csata nem vetett véget az itáliai harcoknak és a győzelem kiaknázására Provence ellen az év végén indított támadás is kudarcba fulladt. Ennek egyik következményeként az osztrákokat 1746 decemberében egy felkelés elűzte az elfoglalt Genovából.

## Fordítás
- Ez a szócikk részben vagy egészben  a   Battle of Piacenza című angol Wikipédia-szócikk fordításán alapul.  Az eredeti cikk szerkesztőit annak laptörténete sorolja fel. Ez a jelzés csupán a megfogalmazás eredetét és a szerzői jogokat jelzi, nem szolgál a cikkben szereplő információk forrásmegjelöléseként.